# Severinia lemoroi
Severinia lemoroi är en bönsyrseart som beskrevs av Pierre Adrien Prosper Finot 1893. Severinia lemoroi ingår i släktet Severinia och familjen Mantidae. Inga underarter finns listade i Catalogue of Life.